# (3) Juno
 For alternative betydninger, se Juno (flertydig). (Se også artikler, som begynder med Juno)
(3) Juno er en asteroide, som befinder sig i asteroidebæltet. Juno blev opdaget den 1. september 1804 af den tyske astronom Karl Ludwig Harding. Juno var dermed den tredje asteroide som blev opdaget. Juno er en type S asteroide og den anden tungeste i denne kategori.

## Observationer
Nogle nævneværdige observationer af Juno inkluderer blandt andet:
- Juno var den første asteroide man observerede, mens den passerede forbi en stjerne. Den passerede forbi en svag stjerne den 19. februar 1958. Siden dengang har man observeret flere okkultationer, hvoraf den mest brugbare var den 11. december 1979, som blev registreret af 18 observatører.
- Radiosignaler fra rumsonder i kredsløb om Mars samt på overfladen, er blevet brugt til at estimere Junos masse.
- Et studie foretaget af James Hilton, indikerer at Junos bane ændrede sig en lille bitte smule i 1839, hvilket kan skyldes påvirkning fra en anden asteroide, som i så fald endnu ikke er opdaget. Det kan dog også skyldes et sammenstød med en anden asteroide.
- I 1996 blev Juno fotograferet af Hooker Teleskopet ved Mount Wilson Observatory, ved synligt og infrarødt lys. Juno blev fotograferet over en hel rotationsperiode, som viste den irregulære form, samt et mørkt område, som sandsynligvis er et ungt krater.

## Karakteristika
Juno er blandt de største asteroider, og den indeholder omkring 1,0% af den samlede masse i asteroidebæltet. Sorteret efter størrelse vil den dog havne på en 10. plads. Juno har igennem tiden konkurreret med 15 Eunomia om at være den tungeste asteroide af S-typen, men de nyeste beregninger henviser dog Juno til en andenplads.
S-type asteroiderne er kendt for at have et lavt albedo, men Juno kaster usædvanligt meget lys tilbage, hvilket tyder på at den har en anderledes overfaldesammensætning. Junos høje albedo forklarer også den høje størrelsesklasse, i forhold til placeringen langt asteroidebæltets inderside. Juno kan nå en størrelseklasse på +7,5 ved perfekt opposition, hvilket gør den mere lysstærk end Neptun og Titan. Dette forklarer også dens opdagelse før andre store asteroider, såsom Hygiea, Europa, Davida og Interamnia. Ved de fleste af Junos oppositioner, opnår den dog kun en størrelsesklasse på omkring +8,7, hvilket kun lige gør den synlig i en almindelige kikkerter, og det vil ofte kræve et 3" teleskop at få et ordentligt billede. Juno er også hovedobjektet i familien af samme navn, nemlig Juno familien.
Juno blev i starten opfattet som en planet sammen med 1 Ceres, 2 Pallas og 4 Vesta, men blev senere omklassificeret til en asteroide. Det sammen blev de andre tre, da man begyndte at opdage mange andre asteroider. Junos ringe størrelse og irregulære form, gjorde den ude af stand til at få titlen dværgplanet under IAU klassifikationen.
Juno har en gennemsnitsafstand til Solen, som er en smule mindre end den Ceres og Pallas har. Dens banehældning ligger på omkring 12° fra ekliptika, men den har en baneexcentricitet som er større end Plutos. Den høje baneexcentricitet bringer Juno tættere på Solen ved perihelium end Vestas og længere væk fra Solen end Ceres ved aphelium. Juno havde den mest elliptiskes bane man kendte, indtil man opdagede 33 Polyhymnia i 1854. Blandt asteroider over 200 km i diameter, kendes kun 324 Bamberga, som har større baneexcentricitet.
Spektroskopiske studier af Junos overflade, har foreslået at Juno kan være moder til almindelige kondrit-meteoritter, som består af jernholdige silikater, såsom olivin og pyroksan. Når solen skinner på Juno er maksimum temperaturen på overfladen målt til omkring 20 °C.
Infrarøde billeder har også vist, at Juno har et krater på omkring 100 km i diameter, som er et resultat af et geologisk set ung sammenstød.